# Нікола Мушанов
Ніко́ла Сто́йков Муша́нов (болг. Никола Стойков Мушанов; 12 квітня 1872, Дряново — 10 травня 1951, Софія) — болгарський ліберальний політичний діяч, прем'єр-міністр (1931–1934). Один з лідерів Демократичної партії.

## Біографія

### Юрист і політик
Закінчив юридичний факультет в Екс-ан-Провансі у Франції (1893). У 1893—1896 роках — суддя та прокурор в містах Стара-Загора й Варна, у 1897–1908 — адвокат в місті Русе. Був членом, а потім і одним з лідерів Демократичної партії, послідовно дотримувався ліберальних поглядів. Був депутатом 12-х (1902–1903), 14-х (1911–1913), 16-х (1913), 17-х (1914–1919), 18-х (1919—1920), 19-х (1920—1923), 21-х (1923—1927), 22-х (1927–1931), 23-іх (1931–1934), 24-х (1938–1939) та 25-х (1940–1944) Звичайних народних зборів.
З 29 січня 1908 до 18 вересня 1910 — міністр народної просвіти, з 18 вересня 1910 до 29 березня 1911 — міністр внутрішніх справ в кабінетах лідера Демократичної партії Александра Малинова. Наприкінці Першої світової війни Малинов знову став прем'єр-міністром, а Мушанов — спочатку міністром громадських робіт, доріг та благоустрою (21 червня — 17 жовтня 1918), а потім міністром залізниці, пошти й телеграфу (17 жовтня — 28 листопада 1918). Також Мушанов входив до складу й наступного кабінету, сформованого Теодором Теодоровим — як міністр внутрішніх справ та охорони народного здоров'я (28 листопада 1918 — 7 травня 1919).
Перебував в опозиції до «землеробського» уряду Александра Стамболійського. Як член уряду Малинова (1918), був засуджений за звинуваченням у військових поразках Болгарії (тим самим уряд Стамболійського нейтралізував частину своїх опонентів), у 1922–1923 роках перебував в ув'язненні в Шумені. Після усунення Стамболійського від влади був звільнений, входив до складу тієї частини Демократичної партії, яка зберегла власну ідентичність, відмовившись увійти до складу політичного об'єднання «Демократична змова», яке перебувало при владі у 1923–1931 роках. Був одним з лідерів Народного блоку, що переміг на парламентських виборах 1931 року. У складі останнього кабінету Александра Малинова знову був міністром внутрішніх справ та охорони народного здоров'я (29 червня — 12 жовтня 1931).

### Прем'єр-міністр
Сформував власний уряд, був прем'єр-міністром з 12 жовтня 1931 до 19 травня 1934 року, одночасно залишався міністром внутрішніх справ та охорони народного здоров'я. Окрім того, керував міністерством юстиції (31 грудня 1932 — 18 січня 1933) та залізниць, пошти й телеграфу (5−19 травня 1934). Уряд Мушанова керував країною в період світової економічної кризи, яка серйозно зачепила й Болгарію. 1932 року він домігся скасування репарацій, які країна мала сплачувати за підсумками програної Першої світової війни, однак значних успіхів у галузі економіки досягнути не вдалось.
Прем'єр-міністр намагався підвищити міжнародний авторитет Болгарії — так, 1933 року в Софії відбулась зустріч Міжнародної згоди («антанти») радикальних і демократичних партій, до складу якої входила болгарська Демократична партія. Кабінет Мушанова намагався налагодити відносини з Туреччиною, проте не мав успіхів. Окрім того, він вживав кроків для зближення з Югославією — у грудні 1933 цар Борис III і Мушанов здійснили державний візит до цієї країни.
Економічні проблеми поглиблювались розбіжностями в межах урядової коаліції (до неї входили партії, які часто відстоювали протилежні інтереси бізнесу, міських середніх прошарків і селянства), що різко знизило дієздатність кабінету. Все це сприяло перевороту 19 травня 1934, в ході якого уряд Мушанова було скинуто.

### Діяч опозиції
З 1934 року Мушанов перебував в опозиції, у 1940−1944 — лідер опозиційних сил в Народних зборах, під час Другої світової війни брав участь в кампанії із порятунку болгарських євреїв. З 2 до 9 вересня 1944 входив до складу уряду Константина Муравієва як міністр без портфеля. Разом з іншими членами цього уряду був засуджений так званим Народним судом до одного року позбавлення волі, що виключило його з політичного життя в період затвердження при владі уряду Вітчизняного фронту (1996 року Верховний суд скасував цей вирок). У вересні 1945 був звільнений з в'язниці та повернувся до активної діяльності у складі Демократичної партії.
1947 року був засланий до Тирново, 1949 — в село Заград, але невдовзі повернутий до Тирново, де проживав у гуртожитку. В травні 1951 року заарештований та вбитий співробітниками органів державної безпеки.

## Пам'ять
Автор мемуарів. Один з бульварів Софії названо на його честь.